# 善光寺 (高山市)
善光寺（ぜんこうじ）は岐阜県高山市天満町にある阿弥陀如来を本尊とする浄土宗の寺院。山号は常照山。
明暦4年に大雄寺4世的道の弟子、玄貞が林香院として建立した。寛政年間に焼失した後、永らく阿弥陀三尊を祀る小堂がそのあとに残されていたが、明治27年（1894年）に善光寺大本願117世誓円尼公を開基として善光寺大本願飛騨別院善光寺の名で再興された。
境内には徳本上人が揮毫した阿弥陀如来名号碑のほか、戦没者慰霊碑が建立されていた。また、高山二十一ヶ所霊場の2番札所となっていた弘法堂がある。本堂には戒壇巡りが設置されているほか、廃仏毀釈の際に廃寺となった苗木藩の東林寺由来の涅槃図を所蔵する。2022年現在、宿坊が経営されている。